# چیویتاکوانا
چیویتاکوانا (به ایتالیایی: Civitaquana) یک کومونه در ایتالیا است که در استان پسکارا واقع شده‌است.

## خصوصیات
چیویتاکوانا ۲۱ کیلومترمربع مساحت و ۱٬۳۴۷ نفر جمعیت دارد و ۵۵۰ متر بالاتر از سطح دریا واقع شده‌است.